# Верховный главнокомандующий (Великобритания)
Верховный главнокомандующий, позднее Главнокомандующий Британской армией или просто главнокомандующий (англ. Commander-in-Chief, C-in-C), был профессиональным руководителем английской армии с 1660 по 1707 (английская армия, основанная в 1645 году, сменилась в 1707 году новой британской армией, включившей в себя существующие шотландские полки) и британской армии с 1707 до 1904 года.
До введения этой должности верховное командование армией осуществлялось лично монархом. После 1660 года британские монархи куда реже возглавляли свои войска во время боевых действий (за исключением короля Вильгельма III); вместо этого стало нормой делегировать командование (особенно во время войны) другому лицу, обычно в звании генерал-капитана или верховного главнокомандующего. (В первые годы эти два звания часто использовались взаимозаменяемо и/или присваивались одновременно). Должность существовала не постоянно: например, Яков II и Вильгельм III оба выполняли функции главнокомандующего; иногда после ухода прежнего командующего нового не назначали (особенно если не было никакой непосредственной военной угрозы).
В большинстве случаев верховные главнокомандующие не были членами кабинета министров (только Конвей и Веллингтон имели место в кабинете благодаря тому, что занимали пост главнокомандующего; Лигонье и Меннерс также были членами кабинета во время своего пребывания в должности главнокомандующего, но в обоих случаях были генерал-фельдцейхмейстерами). Вместо этого британская армия была представлена в правительстве по-разному (и, как правило, занимающими более незначительные посты): казначеем (генералом казначейства с 1836 года), генерал-фельдцейхмейстером (который мог и не иметь места в кабинете), государственным секретарём по вопросам войны (который обычно не был членом кабинета министров) и (с 1794 года) военным министром.
Назначение главнокомандующего оставалось личном даром монарха, и его независимость охранялась (среди прочих) королевой Викторией как символ того, что командование армией было возложено на корону; однако во время её правления (в 1870 году) эта должность была гораздо более явно подчинена военному министру (и парламенту).
Должность была упразднена в 1904 году созданием Армейского совета и назначением начальника Генерального штаба. Звание было возвращено монарху, который и поныне остается Верховным главнокомандующим вооружённых сил Великобритании.

## Республиканское происхождение
В 1645 году, после начала Английской революции, парламент назначил Томаса Ферфакса «генерал-капитаном и верховным главнокомандующим всех армий и сил, которые были и будут созданы Английской республикой». Томас Ферфакс был самым старшим военным офицером, не имел начальства и лично контролировал армию и её офицеров. Лорд Ферфакс имел звание «Лорд-генерал» (англ. Lord General). Никто из его преемников больше не использовал это звание. В 1650 году, незадолго до войны трёх королевств, Ферфакс подал в отставку.
Оливер Кромвель, генерал-лейтенант Ферфакса, сменил его на посту верховного главнокомандующего вооружёнными силами. При Кромвеле главнокомандующий де-факто был главой государства, особенно после отставки долгого парламента. Кромвель занимал эту должность до 1653 года, когда он был избран лордом-протектором.
21 февраля 1660 года восстановленный долгий парламент постановил «назначить генерала Джорджа Монка генерал-капитаном и верховным главнокомандующим, под началом парламента, всех сухопутных войск Англии, Шотландии и Ирландии».

## После Реставрации
После смерти Монка должность, которая давала занимавшему её лицу значительную военную власть, была упразднена, пока Джеймс Скотт, 1-й герцог Монмут, не подал петицию Карлу II и не получил её в 1674 году. После казни Монмута этот пост снова оставался вакантным до 1690 года, когда был дарован Джону Черчиллю, 1-му герцогу Мальборо, во время отсутствия короля, находившегося в Ирландии. В следующем году, опять же во время отсутствия короля (находившегося во Фландрии), Мальборо впал в немилость, и на пост был назначен Мейнхардт Шомберг, 3-й герцог Шомберг.

## Дальнейшая история
После назначения генерала лорда Джеффри Амхерста в 1793 году главнокомандующий получил полномочия в вопросах дисциплины, снабжения, обучения и продвижения по службе в британской армии. Создание военного штаба происходило под надзором его преемника, Фредерика, герцога Йоркского.
С упразднением после Крымской войны Совета по боеприпасам главнокомандующий принял на себя командование войсками, ранее подчинявшимся совету: Королевский полк артиллерии и Корпус королевских инженеров. Однако основное направление реформ в это время было направлено на повышение авторитета военного министра. С момента принятия в 1870 году закона о военном ведомстве (являвшегося частью реформ Кардуэлла) главнокомандующий был явно подчинён государственному секретарю, выполняя функции главного военного советника последнего, и был вынужден покинуть свой традиционный офис над аркой в здании Конной гвардии и переместиться в здание Военного министерства. Тем не менее, в 1888 году он по-прежнему считается ответственным за все кадровые и материальные вопросы армии и вспомогательных сил, а в 1895 году принял на себя обязанности начальника штаба.
Этот пост был окончательно упразднён по рекомендации отчета Эшера, составленного после второй англо-бурской войны, в соответствии с которым была учреждена должность начальника Генерального штаба.

## Список занимавших пост
В следующей таблице перечислены все, кто занимал пост верховного главнокомандующего или аналогичные предшествующие должности. Звания и титулы указаны на окончание срока их полномочий (знак † обозначает людей, которые умерли, находясь в должности):
| Номер                                                                 | Портрет                                                               | Имя                                                                   | Занял пост                                                            | Покинул пост                                                          | Ссылка                                                                |                                                                       |
| Назначенный парламентом генерал-капитан и верховный главнокомандующий | Назначенный парламентом генерал-капитан и верховный главнокомандующий | Назначенный парламентом генерал-капитан и верховный главнокомандующий | Назначенный парламентом генерал-капитан и верховный главнокомандующий | Назначенный парламентом генерал-капитан и верховный главнокомандующий | Назначенный парламентом генерал-капитан и верховный главнокомандующий | Назначенный парламентом генерал-капитан и верховный главнокомандующий |
| --------------------------------------------------------------------- | --------------------------------------------------------------------- | --------------------------------------------------------------------- | --------------------------------------------------------------------- | --------------------------------------------------------------------- | --------------------------------------------------------------------- | --------------------------------------------------------------------- |
| 1                                                                     |                                                                       | Генерал-капитан Сэр Томас Ферфакс (1612—1671)                         | 1645                                                                  | 1650                                                                  | [ 6 ]                                                                 |                                                                       |
| 2                                                                     |                                                                       | Генерал-капитан Оливер Кромвель (1599—1658)                           | 1650                                                                  | 1653                                                                  | [ 3 ]                                                                 |                                                                       |
| Генерал-капитан и верховный главнокомандующий                         |                                                                       |                                                                       |                                                                       |                                                                       |                                                                       |                                                                       |
| 1                                                                     |                                                                       | Генерал-капитан Джордж Монк, 1-й герцог Альбемарль (1608—1670)        | 3 августа 1650                                                        | 3 января 1670 †                                                       | [ 7 ]                                                                 |                                                                       |
| вакантно (3 января 1670 — 30 марта 1674)                              |                                                                       |                                                                       |                                                                       |                                                                       |                                                                       |                                                                       |
| 2                                                                     |                                                                       | Генерал Джеймс Скотт, 1-й герцог Монмут (1649—1685)                   | 30 марта 1674                                                         | 1 декабря 1679                                                        | [ 8 ]                                                                 |                                                                       |
| вакантно (1 декабря 1679 — 3 июня 1690)                               |                                                                       |                                                                       |                                                                       |                                                                       |                                                                       |                                                                       |
| 3                                                                     |                                                                       | Генерал Джон Черчилль, 1-й герцог Мальборо (1650—1722)                | 3 июня 1690                                                           | 30 апреля 1691                                                        | [ 9 ]                                                                 |                                                                       |
| 4                                                                     |                                                                       | Генерал Мейнхардт Шомберг, 3-й герцог Шомберг (1641—1719)             | 30 апреля 1691                                                        | 1691                                                                  | [ 10 ]                                                                |                                                                       |
| вакантно (1691 — 24 апреля 1702)                                      |                                                                       |                                                                       |                                                                       |                                                                       |                                                                       |                                                                       |
| (3)                                                                   |                                                                       | Генерал Джон Черчилль, 1-й герцог Мальборо (1650—1722)                | 24 апреля 1702                                                        | 1711                                                                  | [ 9 ] [ 11 ]                                                          |                                                                       |
| 5                                                                     |                                                                       | Генерал Джеймс Батлер, 2-й герцог Ормонд (1665—1745)                  | 1 января 1711                                                         | 1714                                                                  | [ 12 ]                                                                |                                                                       |
| (3)                                                                   |                                                                       | Генерал Джон Черчилль, 1-й герцог Мальборо (1650—1722)                | 1714                                                                  | 1722                                                                  | [ 1 ]                                                                 |                                                                       |
| вакантно (1722 — 1 января 1744)                                       |                                                                       |                                                                       |                                                                       |                                                                       |                                                                       |                                                                       |
| 6                                                                     |                                                                       | Фельдмаршал Джон Далримпл, 2-й граф Стэр (1673—1747)                  | 1 января 1744                                                         | 1744                                                                  | [ 13 ]                                                                |                                                                       |
| 7                                                                     |                                                                       | Фельдмаршал Джордж Уэйд (1673—1748)                                   | 1744                                                                  | 1745                                                                  | [ 14 ]                                                                |                                                                       |
| вакантно (1745—1745)                                                  |                                                                       |                                                                       |                                                                       |                                                                       |                                                                       |                                                                       |
| 8                                                                     |                                                                       | Генерал Уильям Август, герцог Камберлендский (1721—1765)              | 1745                                                                  | 24 октября 1757                                                       | [ 15 ]                                                                |                                                                       |
| 9                                                                     |                                                                       | Фельдмаршал Джон Лигонье, 1-й граф Лигонье (1680—1770)                | 24 октября 1757                                                       | 1759                                                                  | [ 16 ]                                                                |                                                                       |
| вакантно (1759 — 13 августа 1766)                                     |                                                                       |                                                                       |                                                                       |                                                                       |                                                                       |                                                                       |
| 10                                                                    |                                                                       | Лейтенант-генерал Джон Меннерс, маркиз Грэнби (1721—1770)             | 13 августа 1766                                                       | 1769                                                                  | [ 17 ]                                                                |                                                                       |
| вакантно (1769 — 19 марта 1778)                                       |                                                                       |                                                                       |                                                                       |                                                                       |                                                                       |                                                                       |
| 11                                                                    |                                                                       | Фельдмаршал Джеффри Амхерст, 1-й барон Амхерст (1717—1797)            | 19 марта 1778                                                         | 29 марта 1782                                                         | [ 18 ]                                                                |                                                                       |
| 12                                                                    |                                                                       | Фельдмаршал Генри Сеймур Конвей (1721—1795)                           | 29 марта 1782                                                         | 21 января 1793                                                        | [ 18 ]                                                                |                                                                       |
| Верховный главнокомандующий                                           |                                                                       |                                                                       |                                                                       |                                                                       |                                                                       |                                                                       |
| 1                                                                     |                                                                       | Фельдмаршал Джеффри Амхерст, 1-й барон Амхерст (1717—1797)            | январь 1793                                                           | февраль 1795                                                          | [ 19 ]                                                                |                                                                       |
| 2                                                                     |                                                                       | Фельдмаршал Фредерик, герцог Йоркский и Олбани (1763—1827)            | 3 апреля 1795                                                         | 25 марта 1809                                                         | [ 20 ]                                                                |                                                                       |
| 3                                                                     |                                                                       | Генерал Дэвид Дандас (1735—1820)                                      | 1809                                                                  | 1811                                                                  | [ 21 ]                                                                |                                                                       |
| (2)                                                                   |                                                                       | Фельдмаршал Принц Фредерик, герцог Йоркский и Олбани (1763—1827)      | 29 мая 1811                                                           | 5 января 1827 †                                                       | [ 22 ]                                                                |                                                                       |
| 4                                                                     |                                                                       | Фельдмаршал Артур Уэлсли, 1-й герцог Веллингтон (1769—1852)           | 22 января 1827                                                        | 22 января 1828                                                        | [ 23 ]                                                                |                                                                       |
| 5                                                                     |                                                                       | Генерал Роланд Хилл, 1-й виконт Хилл (1772—1842)                      | 22 января 1828                                                        | 15 августа 1842                                                       | [ 24 ]                                                                |                                                                       |
| (4)                                                                   |                                                                       | Фельдмаршал Артур Уэлсли, 1-й герцог Веллингтон (1769—1852)           | 15 августа 1842                                                       | 14 сентября 1852 †                                                    | [ 25 ]                                                                |                                                                       |
| 6                                                                     |                                                                       | Фельдмаршал Генри Гардиндж, 1-й виконт Гардиндж (1785—1856)           | 28 сентября 1852                                                      | 5 июля 1856                                                           | [ 26 ]                                                                |                                                                       |
| 7                                                                     |                                                                       | Фельдмаршал Принц Георг, герцог Кембриджский (1819—1904)              | 5 июля 1856                                                           | 1 ноября 1895                                                         | [ 27 ]                                                                |                                                                       |
| 8                                                                     |                                                                       | Фельдмаршал Гарнет Вулзли, 1-й виконт Вулзли (1833—1913)              | 1 ноября 1895                                                         | 3 января 1901                                                         | [ 28 ]                                                                |                                                                       |
| 9                                                                     |                                                                       | Фельдмаршал Фредерик Робертс, 1-й граф Робертс (1832—1914)            | 3 января 1901                                                         | 12 февраля 1904                                                       | [ 29 ]                                                                |                                                                       |

## Внешние ссылки
- Regiments.org